# Городок (Орловская область)
Городок — опустевшая деревня в составе Медведковского сельского поселения Болховского района Орловской области. Население 0 человек (2010).

## География
Деревня расположена в центральной части Среднерусской возвышенности в лесостепной зоне, на севере Орловской области возле административной границы с Ульяновским районом Калужском области и находится возле истока реки Дубенка. Уличная сеть не развита.
Географическое положение
в 7 км. — административный центр поселения деревня Вязовая, в 27 км — административный центр района город Болхов
Климат
близок к умеренно-холодному, количество осадков является значительным, с осадками в засушливый месяц. Среднегодовая норма осадков — 627 мм. Среднегодовая температура воздуха в Болховском районе — 5,1 °C.

## Население
| 2010 |
| ---- |
| 0    |

На 2017—2018 гг., по данным администрации Медведковского сельского поселения, жителей нет.
По данным Всероссийской переписи населения 2010 года жителей нет.
Национальный состав
Согласно результатам переписи 2002 года, в национальной структуре населения
русские составляли 100 % от общей численности населения в 1 жителя

## Великая Отечественная война[6]

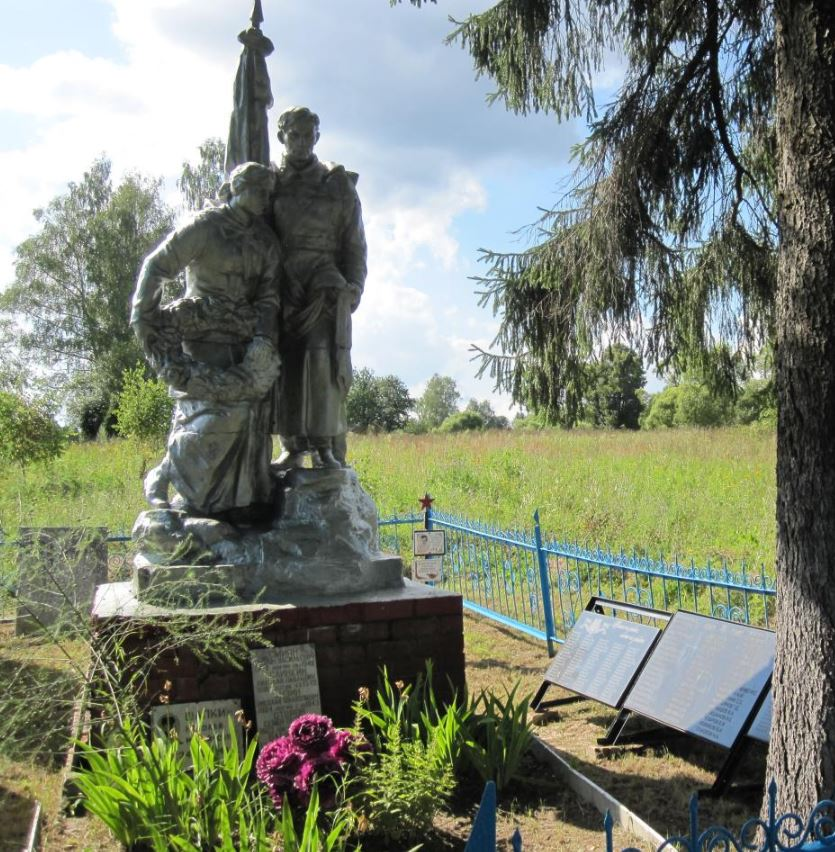
Братская могила (дер.Городок, Орловская область)

В деревне расположена братская могила мемориал, в которой захоронены 460 павших в боях защитников родины (в том числе 35 офицеров), из 12, 77, 83 гв. 97, 108, 331, 346, 350, 387 стрелк.дивизий, 24 отд. танк. бригады, 16 гв. мех. бр., 565 штурм. авиаполка.